# Tanjung Raja (Sinembah Tanjung Muda Hulu)
Tanjung Raja is een bestuurslaag in het regentschap Deli Serdang van de provincie Noord-Sumatra, Indonesië. Tanjung Raja telt 457 inwoners (volkstelling 2010).